# Coronavirus de Tylonycteris HKU4
Betacoronavirus tylonycteridis
Espèce
Betacoronavirus tylonycteridis, aussi appelé coronavirus de Tylonycteris HKU4 (en anglais Tylonycteris bat coronavirus HKU4 ou Bat-CoV HKU4), est une espèce de Bétacoronavirus à ARN monocaténaire de polarité positive, découvert chez 3 % des chauve-souris Tylonycteris pachypus analysées, originaires de Hong Kong, Guizhou ou Guangxi. Cette souche de coronavirus est liée au MERS-CoV qui fut responsable du syndrome respiratoire du Moyen-Orient de 2012,,,.